# 紀の川流域カンパニー
紀の川流域カンパニー株式会社（きのかわりゅういきカンパニーかぶしきがいしゃ）は、和歌山県紀の川市に本社を置く、地域事業者5社の連携による新しいまちづくり会社。

## 概要
紀の川流域カンパニー株式会社は、2025年1月17日に設立。紀ノ川農業協同組合、有限会社熊井自動車、株式会社舩木建設、いわつるfam.、株式会社MISO SOUPという異業種による地域事業者5社により創業した。
地域事業者間連携・官民連携によって、新しい地域ビジネスを通して地域課題が解決される社会の創造を目指すまちづくり会社である。

## 主な事業プロジェクト
紀の川丸ごと体験事業
- 耕作放棄地を活用し、学び（Education）＋エンタメのEdutainmentコンテンツを開発。
- 年間通じて多種多様な品種品目を栽培できる地域ならではの環境を活かし、ゆくゆくはエリア全体を体験農園のテーマパーク化を目指す。

The Farm＆Local Stay “HELLO FARM”
- 体験農園・観光農園利用者の滞留・滞在、段階移住者を創出するための空き家を活用した宿泊施設整備を中心とした マイクロデベロップメント事業。

紀の川人財プロジェクト
- 体験農園事業ユーザーから移住検討者・就農希望者を受け入れ、地域事業者と連携し、役割や出番を提供する新たな担い手育成事業。